# Cleistanthus gracilis
Cleistanthus gracilis är en emblikaväxtart som beskrevs av Joseph Dalton Hooker. Cleistanthus gracilis ingår i släktet Cleistanthus och familjen emblikaväxter. Inga underarter finns listade i Catalogue of Life.